# Эйдельман, Александр Лазаревич
Александр Лазаревич Эйдельман (Эдельман) (7 июня 1904, Гостомель — 31 октября 1995, Нью-Йорк) — пианист, педагог. Профессор.

## Биографические сведения
В 1923 окончил Киевскую консерваторию (класс фортепиано Ф. Блюменфельда, М. Домбровского, Г. Нейгауза).
В 1929 окончил Музыкально-драматический институт им. Н. Лысенко (фортепианное отделение инструкторско-педагогического факультета).
В 1925-1941 — солист Украинской филармонии.
С 1925 — преподавал в Киевской консерватории (в 1934-1941 доцент).
В 1941-1943 — профессор объединённой Московской и Саратовской консерватории.
В 1943-1950 — профессор Киевской консерватории.
В 1950-1978 — профессор Львовской консерватории, заведующий кафедрой специального фортепиано.
С 1978 жил в США. Профессор Нью-Йоркского университета.
Среди учеников: С. Эдельман, Ю. Осинчук, Д. Рахманов, М. Крых, А. Задерацкая, Ю. Хурдеева.